# Herbert Berghof
Pour les articles homonymes, voir Berghof (homonymie).
Herbert Berghof, né le 13 septembre 1909 à Vienne (Autriche ; alors Autriche-Hongrie) et mort le 5 novembre 1990 à New York (arrondissement de Manhattan, État de New York), est un acteur et metteur en scène américain d'origine autrichienne.

## Biographie
Formé au théâtre notamment à l'Académie de musique et des arts du spectacle de Vienne et auprès de Max Reinhardt à Berlin, Herbert Berghof débute sur les planches dans son pays natal et en Allemagne. À la suite de l'Anschluss en 1938, il fuit le nazisme et émigre aux États-Unis en 1939.
Cette même année 1939, il met une scène à Broadway (New York) la revue From Vienna au profit de réfugiés comme lui. Il est régulièrement acteur et metteur en scène sur les planches new-yorkaises par la suite.
Citons par exemple Nathan le Sage de Gotthold Ephraim Lessing (1942, où il tient le rôle-titre aux côtés d'Olive Deering et Alfred Ryder), la comédie musicale Oklahoma ! sur une musique de Richard Rodgers (représentée de 1943 à 1948, où il est l'un des remplaçants de Joseph Buloff dans le rôle d'Ali Hakim), Les Revenants et Hedda Gabler d'Henrik Ibsen (1948, aux côtés d'Eva Le Gallienne), En attendant Godot de Samuel Beckett (metteur en scène, en 1956 avec Bert Lahr et E. G. Marshall, puis en 1957 avec Earle Hyman et Mantan Moreland), ou encore Pauvre Assassin (en) de Pavel Kohout (adaptateur et metteur en scène, 1976-1977, avec Maria Schell et Kevin McCarthy), son avant-dernière pièce à Broadway.
Suit en 1980 Charlotte de Peter Hacks, adaptée par Uta Hagen et Herbert Berghof, mise en scène par lui. Cette ultime pièce est jouée par ladite Uta Hagen (1919-2004), qu'il épouse en secondes noces en 1957 et restée sa veuve à sa mort en 1990, à 81 ans.
Fait notable durant sa carrière théâtrale, il est le fondateur en 1945 de l'école de théâtre new-yorkaise HB Studio (de ses initiales), comptant entre autres parmi ses élèves Anne Bancroft et Robert De Niro.
Au cinéma, il contribue à treize films américains, les quatre premiers sortis en 1952, dont L'Affaire Cicéron de Joseph L. Mankiewicz (avec James Mason et Danielle Darrieux) et Courrier diplomatique d'Henry Hathaway (avec Tyrone Power et Patricia Neal).
Ultérieurement, mentionnons Cléopâtre du même Mankiewicz (1963, avec Elizabeth Taylor dans le rôle-titre et Richard Burton), Harry et Tonto de Paul Mazursky (1974, avec Art Carney et Ellen Burstyn) et Target d'Arthur Penn (avec Gene Hackman et Matt Dillon), son dernier film sorti en 1985.
À la télévision américaine enfin, Herbert Berghof apparaît dans deux téléfilms, le premier étant Victoire sur la nuit de Robert Butler (1976, avec Elizabeth Montgomery et Anthony Hopkins), remake du film homonyme de 1939 ; le second est diffusé en 1985.
S'ajoutent seize séries de 1950 à 1974, dont Studio One (deux épisodes, 1953-1955) et Playhouse 90 (un épisode, 1959).

## Théâtre à Broadway (intégrale)
(pièces, sauf mention contraire)

### Acteur
- 1940 : Reunion in New York, revue, musique d'André Singer et Werner Michel, lyrics de David Greggory et Berenece Kazounoff, sketches de divers auteurs, mise en scène d'Herbert Berghof et Ezra Stone
- 1942 : Nathan le Sage (Nathan the Wise) de Gotthold Ephraim Lessing, adaptation de Ferdinand Bruckner : rôle-titre
- 1942-1943 : Gens de Russie (The Russian People) de Constantin Simonov, adaptation de Clifford Odets : Panin
- 1943 : The Innocent Voyage de (et mise en scène par) Paul Osborn : Otto
- 1943-1948 : Oklahoma !, comédie musicale, musique de Richard Rodgers, lyrics et livret d'Oscar Hammerstein II (d'après le roman Green Grow the Lilacs de Lynn Riggs), mise en scène de Rouben Mamoulian, chorégraphie d'Agnes de Mille :  Ali Hakim (remplacement, dates non spécifiées)
- 1944 : L'Homme qui avait toutes les chances (The Man Who Had All the Luck) d'Arthur Miller, mise en scène de Joseph Fields : Gustav Eberson
- 1944 : Les Quatre Filles du docteur March (Little Women), adaptation par Marian de Forest du roman homonyme de Louisa May Alcott, mise en scène de Jessie Royce Landis : Professeur Frederich Bhaer
- 1945 : Beggars Are Coming the Town de Theodore Reeves, décors et lumières de Jo Mielziner : Maurice
- 1945 : L'Alcade de Zalemea (The Mayor of Zalemea) de Pedro Calderón de la Barca, adaptation d'Edward FitzGerald
- 1946-1947 : Temper the Wind d'Edward Mabley et Leonard Mins, costumes d'Anna Hill Johnstone : Capitaine Karel Palivec
- 1947 : The Whole World Over de Constantin Simonov, adaptation de Thelma Schnee : Dimitri Savelev (remplacement)
- 1948 : Les Revenants (Ghosts) d'Henrik Ibsen, adaptation d'Eva Le Gallienne : le pasteur Manders
- 1948 : Hedda Gabler d'Henrik Ibsen, adaptation d'Eva Le Gallienne : le conseiller Brack
- 1949-1950 : Miss Liberty, comédie musicale, musique et lyrics d'Irving Berlin, livret de Robert E. Sherwood, mise en scène de Moss Hart, chorégraphie de Jerome Robbins, décors d'Oliver Smith : Bartholdi
- 1950 : La Dame de la mer (The Lady from the Sea) d'Henrik Ibsen, mise en scène de Sam Wanamaker : Dr Wangel
- 1952 : Tovaritch (Tovarich) de Jacques Deval,adaptation de Robert E. Sherwood : le prince Mikhaïl Ouratieff
- 1952-1953 : Bonne Fête, Esther (The Deep Blue Sea) de Terence Rattigan : M. Miller
- 1959-1960 : The Andersonville Trial de Saul Levitt, mise en scène de José Ferrer : Henry Wirz
- 1969 : In the Matter of J. Robert Oppenheimer d'Heinar Kipphardt, adaptation de Ruth Speirs : Edward Teller

### Metteur en scène
- 1939 : From Vienna, revue, musique, lyrics et sketches de divers auteurs, costumes d'Irene Sharaff
- 1956 : Protective Custody d'Howard Richardson et William Berney
- 1956-1957 : En attendant Godot (Waiting for Godot) de Samuel Beckett
- 1958 : La Machine infernale (The Infernal Machine) de Jean Cocteau, adaptation d'Albert Bermel
- 1961 : Do You Know the Milky Way? de Karl Wittlinger
- 1976-1977 : Pauvre Assassin (Poor Murderer) de Pavel Kohout, adaptation d'Herbert Berghof et Laurence Luckinbill
- 1980 : Charlotte de Peter Hacks, adaptation d'Herbert Berghof et Uta Hagen

## Filmographie partielle

### Cinéma
- 1952 : L'Affaire Cicéron (Five Fingers) de Joseph L. Mankiewicz : Colonel von Richter
- 1952 : Aveux spontanés (Assignment: Paris) de Robert Parrish : le premier ministre Andreas Ordy
- 1952 : Courrier diplomatique (Diplomatic Courier) d'Henry Hathaway : Arnov
- 1952 : Red Planet Mars d'Harry Horner : Franz Calder
- 1958 : Tonnerre sur Berlin (Fräulein) de Henry Koster : Karl Angermann
- 1963 : Cléopâtre (Cleopatra) de Joseph L. Mankiewicz : Theodotos
- 1974 : Harry et Tonto (Harry and Tonto) de Paul Mazursky : Jacob Rivetowski
- 1979 : Silence... mon amour (Voices) de Robert Markowitz : Nathan Rothman
- 1985 : Target d'Arthur Penn : Schroeder

### Télévision

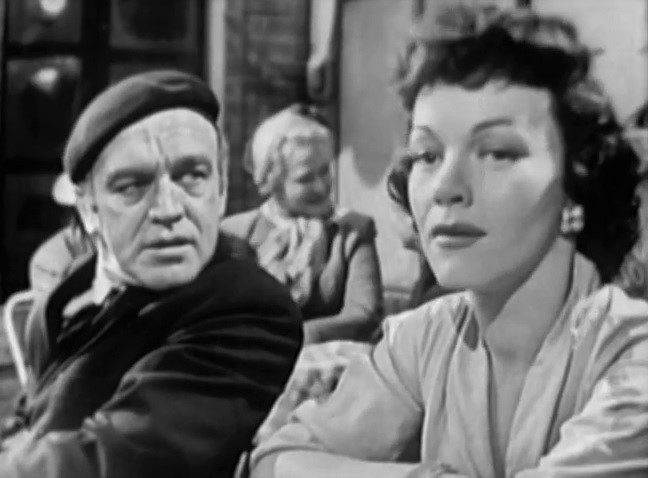
Avec Maria Riva, dans la série Suspense, épisode Death Drum (1952)

#### Séries
- 1952-1953 : Suspense
  - Saison 4, épisode 20 Death Drum (1952) de Robert Stevens : Durand
  - Saison 6, épisode 4 The Valley of the Kings (1953)
- 1953-1955 : Studio One
  - Saison 3, épisode 14 Letter from Cairo (1953)
  - Saison 8, épisode 9 The Judge and the Hangman (1955) : Laszlo
- 1959 : Playhouse 90
  - Saison 3, épisode 23 Pour qui sonne le glas, 1re partie (For Whom the Bell Tolls, Part I) de John Frankenheimer : Général Golz
- 1973 : The Wide World of Mystery, épisode And the Bones Came Together : Maimonides Shim

#### Téléfilms
- 1976 : Victoire sur la nuit (Dark Victory) de Robert Butler : Dr Kassiter
- 1985 : L'Affaire Belarus (Kojak: The Belarus File) de Robert Markowitz : Buchardt